# Gaio Giulio Vindice
Gaio Giulio Vindice (latino: Gaius Iulius Vindex; 25 – 68) è stato un militare e politico romano, ufficiale dell'esercito che si ribellò contro l'imperatore Nerone.

## Biografia
Figlio di un senatore romano e discendente di una famiglia reale della Gallia Aquitanica, Vindice fu nominato propretore della Gallia Lugdunense verso la fine del regno di Nerone. Nerone, l'ultimo imperatore romano della dinastia giulio-claudia, si era inimicato la classe senatoriale, la quale espresse diversi ribelli contro di lui; uno di questi fu proprio Vindice. Il censimento in Gallia al fine di imporre nuove tasse per finanziare la ricostruzione di Roma e quella di Lugdunum dopo gli incendi del 64 e del 65 avevano inoltre reso impopolare la politica dell'imperatore presso i notabili gallici.
Nel marzo del 68 Vindice convocò i notabili della sua provincia al Santuario federale delle Tre Gallie, a Lugdunum, invitandoli alla rivolta: gran parte della Gallia si unì sotto le sue insegne. Vindice, però, non aspirava al soglio imperiale e contattò quindi il ricco senatore Servio Sulpicio Galba, governatore della Hispania Tarraconensis, per offrirgli la porpora; Galba rifiutò il titolo, ma accettò di prendere il comando della rivolta come "legato del Senato e del Popolo Romano".
La gran parte delle province occidentali scelse di unirsi a Galba: unica eccezione fu costituita dalla Germania superiore, il cui governatore Lucio Verginio Rufo rimase fedele a Nerone, sebbene i propri soldati gli avessero offerto la porpora. Rufo attaccò Vesontio (Besançon) e Vindice si mosse a difendere la città. I due generali si incontrarono per parlamentare e strinsero un qualche accordo. Vindice fece per entrare in città, ma a causa di una incomprensione i soldati di Rufo si ritennero attaccati e aggredirono Vindice, il quale, credendosi caduto in una trappola, si suicidò.
Benché schiacciata a fine primavera del 68 da Lucio Verginio Rufo, la rivolta di Vindice segnò l'inizio di una serie di sollevamenti contro il princeps Nerone, al quale finalmente successe Galba. Il breve regno di quest'ultimo inaugurò un anno turbolento, nel quale si succedettero quattro imperatori (Galba, Otone, Vitellio e Vespasiano).